# Mylena Pedroso
Mylena Gomes Pedroso (Passo Fundo, 2 de janeiro de 1999) é uma jogadora de futebol brasileira.
Em maio de 2013, Pedroso foi convocada para treinar junto à Seleção Brasileira Sub-15.
Em 2019, ela representou a Universidade Paulista (UNIP) na 1.ª Copa do Mundo Universitária de Futebol, realizada na China. A UNIP sagrou-se vice-campeã e Pedroso foi a artilheira da competição com nove gols.